# 莫斯利安
莫斯利安是保加利亚罗多彼山脉中部的一个村庄和滑雪胜地，位於斯莫梁东北约15公里处。截至2005年，该村莊有1,456名居民和550栋房屋。莫斯利安名稱來源自莫姆奇尔，他是一位反抗奥斯曼帝国入侵的战士。該地有一个民族誌研究博物馆、一个美术馆、建於海拔1,352 m的圓形劇場和24个教堂，其中君士坦丁和海伦教堂建于1836年。該地附近发现有色雷斯和古罗马文物。2000年代，莫斯利安大力發展旅遊業，特别是單板滑雪和乡村旅游，當局還建立了小型家庭旅馆和体育设施。该村生产的乳制品是同名的光明食品酸奶品牌莫斯利安的灵感来源。 